# Stade Camping Resort
Le stade Camping Resort est un stade de football de Chilibre au Panama, construit en 2001. Il a une capacité de 1 500 places.